# André-Didier de Béchade
André-Didier de Béchade, né le 24 mai 1760 à Bordeaux et mort le 1er juillet 1836 à Bordeaux, est un négociant et homme politique français.

## Biographie
Négociant et avocat, frère de Jean Béchade-Cazeaux, il est élu membre du conseil municipal en 1816, président de la Chambre de Commerce de Bordeaux de 1818 à 1819, juge puis président du Tribunal de commerce de Bordeaux de 1818 à 1820. Il est élu député de Bordeaux de 1820 à 1823. Durant cette session, il vote avec la fraction extrême des royalistes, reçoit des lettres de noblesse en 1825.
Il épouse en premières noces Françoise Eléonore Cabarrus en 1791 (sœur de Jean-Valère Cabarrus), et en secondes noces en 1819,  Adélaïde, âgée de 22 ans, fille du commissaire principal de la marine à Bordeaux Auguste-Anne de Bergevin futur député en 1824.
Le 1er mai 1821, Didier Béchade est fait chevalier de la Légion d'honneur.

### Sources
- « André-Didier de Béchade », dans Adolphe Robert et Gaston Cougny, Dictionnaire des parlementaires français, Edgar Bourloton, 1889-1891 [détail de l’édition]